# Brachiosaurus

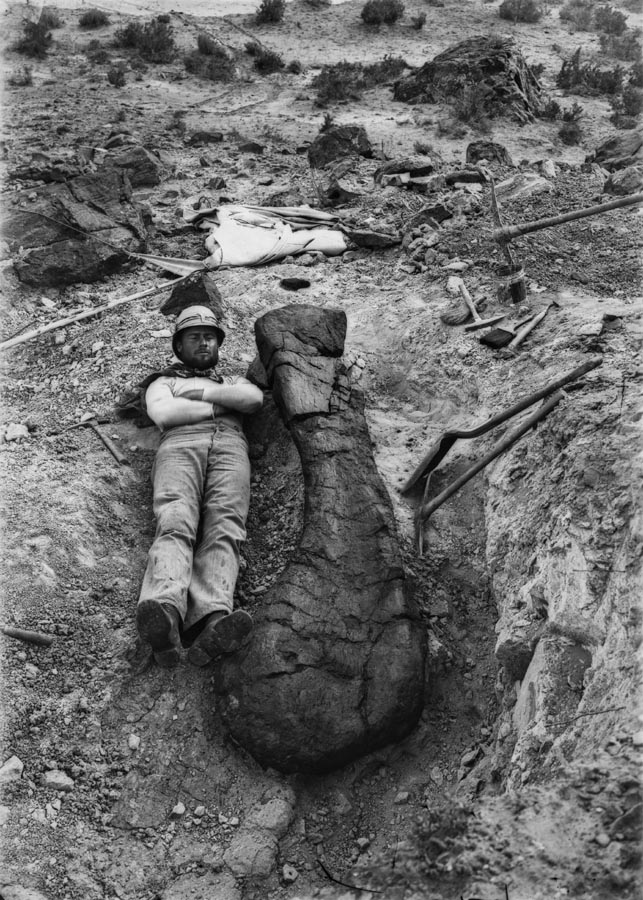
Der Assistent von E. Riggs neben einem Oberarmknochen von Brachiosaurus altithorax

 Brachiosaurus  (Latinisierung von altgriechisch βραχίον brachíon [„Arm“] sowie σαῦρος saûros [„Echse“], wörtlich „Armechse“) ist eine Gattung sauropoder Dinosaurier aus dem Oberjura von Nordamerika. Brachiosaurus zählt zu den größten Landtieren der Erdgeschichte. Mit weiteren Gattungen bildet er aufgrund gemeinsamer anatomischer Merkmale wie den langen Vorderbeinen und den hoch liegenden Nasenöffnungen das Taxon Brachiosauridae.

## Beschreibung

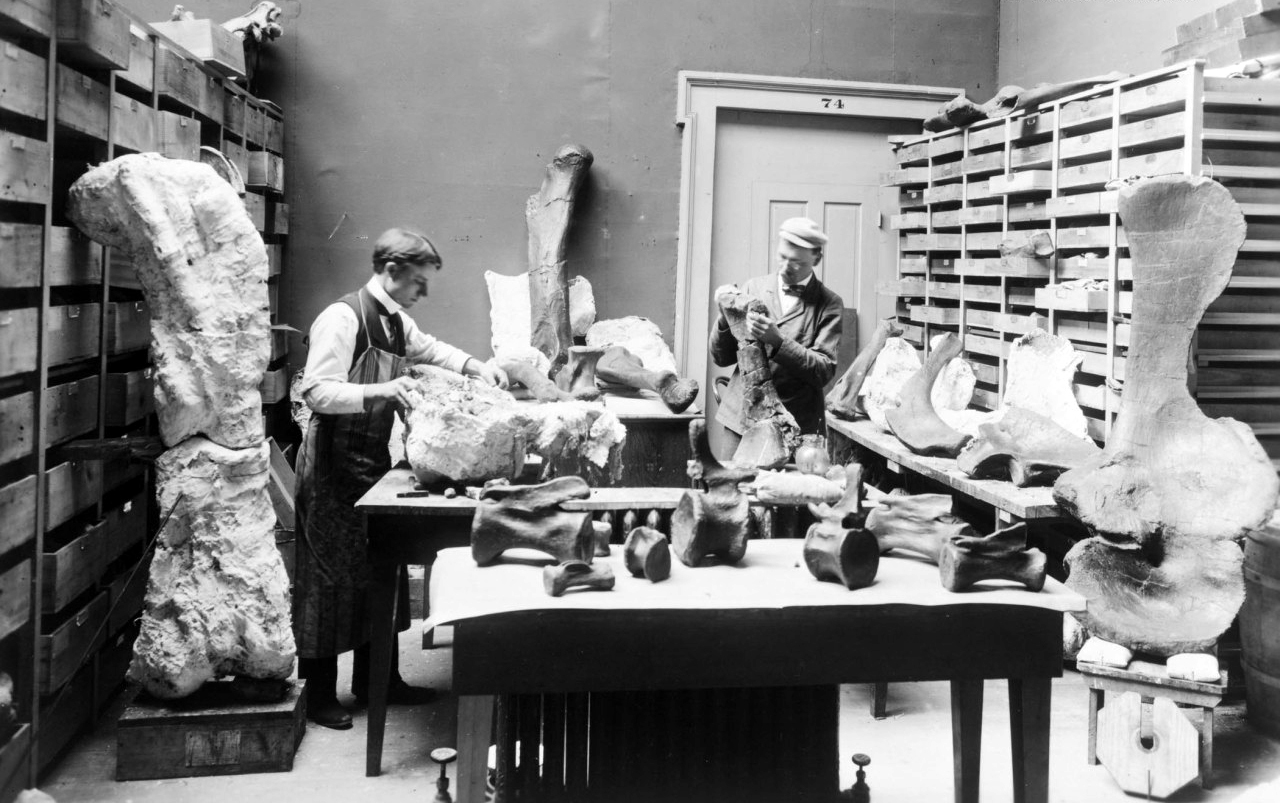
E. Riggs und H. W. Menke bei der Arbeit an Knochen von Brachiosaurus altithorax

Brachiosaurus war ein im Durchschnitt 23 Meter langer und 13 Meter hoher Pflanzenfresser. Die maximale Länge wird bei 25 bis 27 Meter vermutet. Die Schultern befanden sich in 6,4 Meter Höhe. Aktuelle Gewichtsschätzungen von Brachiosaurus altithorax belaufen sich auf 23 (Biologen im Fachjournal Biology Letters der britischen Royal Society, 2012), 28, 35, und 44 Tonnen.
Brachiosaurus hatte einen gewölbten Kopf mit einer breiten, flachen Schnauze. Im Vergleich zur Körpergröße war der Schädel sehr klein. Auf dem Kiefer standen zapfenartige Zähne. Der Hals war außergewöhnlich lang (8–9 m). Er bestand aus 14 Halswirbeln, nicht mehr als bei anderen Sauropoden, doch war jeder Wirbel etwa dreimal so lang wie ein Rückenwirbel. Ungewöhnlich war auch, dass die Vorderbeine die Hinterbeine an Länge übertrafen.

## Die Funde
Die fossilen Zeugnisse dieser Dinosauriergattung stammen aus Nordamerika und möglicherweise aus Algerien und Portugal.
Die Zuordnung der algerischen Funde, B. nougaredi, ist fraglich. Laut Upchurch, Barret und Dodson gehört dieses Material nicht zur Gattung Brachiosaurus, sondern zu einem unbestimmten Brachiosauriden.
Die Funde aus Portugal, B. atalaiensis, gehören laut Upchurch, Barrett und Dodson ebenfalls nicht zur Gattung Brachiosaurus, und wurden von Antunes und Mateus in eine eigene Gattung Lusotitan gestellt.
Früher wurden die von Werner Janensch beschriebenen Funde aus der Tendaguru-Formation Tansanias als Art B. brancai in die Gattung Brachiosaurus gestellt. Weltbekannt ist vor allem das im Berliner Museum für Naturkunde aufgestellte Skelett. Das Art-Epithet brancai ehrt den damaligen Direktor des Geologisch-Paläontologischen Instituts und Museums Wilhelm von Branca, der die Finanzierung der Expedition ermöglicht hatte. Eine detaillierte Studie von Michael Taylor zeigte aber eine große Anzahl gravierender Unterschiede zwischen Brachiosaurus und dem afrikanischen Material auf, so dass dieses in eine eigene Gattung Giraffatitan gestellt wurde, die Paul 1988 errichtet hatte.
B. fraasi stellt ein jüngeres Synonym von B. brancai dar, was Janensch schon 1929 erkannte.

## „Ultrasauros“
In der Morrison-Formation wurden einzelne Knochen von einem Dinosaurier gefunden, der Brachiosaurus noch in der Größe übertraf, diesem jedoch sehr ähnelte. Man gab ihm den Namen Ultrasaurus (dieser wurde später in Ultrasauros geändert, da der ursprüngliche Name schon vergeben war), seine Länge wurde auf mehr als 30 m geschätzt, sein Gewicht auf über 100 Tonnen. 1996 stellte sich jedoch heraus, dass es sich bei dem Fund nur um ein „Knochengemisch“ aus Brachiosaurus und Supersaurus handelte. Da sich der Holotypus von Ultrasauros macintoshi, ein isoliert gefundener Rückenwirbel, Supersaurus zuordnen lässt, handelt es sich bei Ultrasauros um ein Synonym dieser Gattung.

## Weiterführende Literatur
- Elmer S. Riggs: Brachiosaurus altithorax, the largest known dinosaur. In: American Journal of Science. Bd. 165 = Series 4, Bd. 15, Nr. 88, Article 30, 1903, ISSN 0002-9599, S. 299–306, Digitalisat.